# Сыроквашко, Олег Михайлович
Олег Михайлович Сыроквашко (бел. Алег Міхайлавіч Сыраквашка; 3 августа 1961, Минск, БССР, СССР — 16 июля 2016, Брест, Беларусь) — советский и белорусский футболист, игравший на позиции вратаря, и футбольный тренер.

## Карьера

### Карьера игрока
Начинал играть в футбол в минских командах «Торпедо» и «Буревестник». В 1981—1986 годах играл за брестское «Динамо». В 1987 году был приглашён в главную команду республики — минское «Динамо», но не смог пробиться в основной состав и вытеснить Сацункевича и Курбыко. В следующем году вернулся в Брест. 7 мая 1988 года защищал ворота брестской команды в товарищеской игре против сборной СССР, в которой представители второй лиги сенсационно победили 1:0. Сыграл более 150 матчей за брестскую команду.
После распада СССР вратарь сменил несколько клубов, в том числе выступал в высших лигах Узбекистана и Беларуси и в одном из низших дивизионов чемпионата Польши. Завершил игровую карьеру в 1997 году в возрасте 36 лет.

### Карьера тренера
Начал тренерскую карьеру в 1999 году, возглавив клуб «Пружаны». В дальнейшем много лет работал тренером вратарей брестского «Динамо», а в конце сезона-2003 в течение одиннадцати матчей исполнял обязанности главного тренера клуба, когда ушли начальник команды, президент клуба, главный тренер. Также работал с другими клубами Беларуси и входил в тренерский штаб молодёжной и олимпийской сборной страны.
Умер после продолжительной болезни, до последних дней работая с вратарями в Бресте.